# بیستمین دوره کتاب سال جمهوری اسلامی ایران
مراسم بیستمین دوره کتاب سال جمهوری اسلامی ایران در بهمن ۱۳۸۱ در تهران برگزار شد.

## آثار منتخب
| شاخه                    | عنوان                                                                                              | مؤلف                                               | مترجم                                             | ناشر                                              | سال       | جایزه        |
| کتاب‌شناسی و فهرست نویسی | تاریخ نگارش‌های عربی                                                                                | فؤاد سزگین                                         | مؤسسه نشر فهرستگان به اهتمام خانه کتاب            | وزارت فرهنگ و ارشاد اسلامی، سازمان چاپ و انتشارات | ۱۳۸۰      | برگزیده      |
| روان‌شناسی               | رروان‌شناسی فیزیولوژیک                                                                              | محمدکریم خداپناهی                                  |                                                   | سازمان مطالعه و تدوین کتب علوم انسانی دانشگاه‌ها   | ۱۳۸۰      | برگزیده      |
| فقه                     | رسائل شهید ثانی                                                                                    | زین الدین بن علی عاملی مشهور به شهید ثانی          |                                                   | بوستان کتاب قم                                    | ۱۳۸۰–۱۳۷۹ | برگزیده      |
| مردم‌شناسی               | واره: نوعی تعاونی سنتی کهن و زنانه در ایران؛ درآمدی به مردم‌شناسی و جامعه‌شناسی تعاون و مشارکت مردمی | مرتضی فرهادی                                       |                                                   | وزارت جهاد کشاورزی، معاونت ترویج و مشارکت مردمی   | ۱۳۸۰      | برگزیده      |
| فرهنگ نویسی دو زبانه    | فرهنگ معاصر هزاره انگلیسی-فارسی                                                                    | علی محمد حق‌شناس، حسین سامعی، نرگس انتخابی          |                                                   | فرهنگ معاصر                                       | ۱۳۷۹      | برگزیده      |
| فیزیک                   | فیزیک جدید                                                                                         | کنت اس. کرین                                       | منیژه رهبر، بهرام معلمی                           | مرکز نشر دانشگاهی                                 | ۱۳۸۰      | برگزیده      |
| دامپزشکی                | بیماری‌های باکتریایی دام                                                                            | عبدالمحمد حسنی طباطبایی، رؤیا فیروزی               |                                                   | دانشگاه تهران، مؤسسه انتشارات و چاپ               | ۱۳۸۰      | برگزیده      |
| مهندسی کامپیوتر         | مفاهیم بنیادی پایگاه داده‌ها                                                                        | محمدتقی روحانی                                     |                                                   | جلوه                                              | ۱۳۸۰      | برگزیده      |
| معماری                  | آسایش در پناه باد                                                                                  | محمود رازجویان                                     |                                                   | دانشگاه شهید بهشتی، مرکز چاپ و انتشارات           | ۱۳۷۹      | برگزیده      |
|                         | هندسه و تزیین در معماری اسلامی (طومار توپقاپی)                                                     | گلرو نجیب اوغلو                                    | مهرداد قیومی بیدهندی                              | روزنه                                             | ۱۳۷۹      | برگزیده      |
| نثر معاصر               | چراغ هارا من خاموش می‌کنم                                                                           | زویا پیرزاد                                        |                                                   | مرکز                                              | ۱۳۸۰      | برگزیده      |
| شعر معاصر               | حادثه در بامداد                                                                                    | منوچهر آتشی                                        |                                                   | مؤسسه انتشارات نگاه                               | ۱۳۸۰      | برگزیده      |
| ادبیات زبان‌های دیگر     | چهره مرد هنرمند در جوانی                                                                           | جیمز جویس                                          | منوچهر بدیعی                                      | نیلوفر                                            | ۱۳۸۰      | برگزیده      |
| تاریخ                   | الآثار الباقیه عن القرون الخالیه                                                                   | ابو ریحان بیرونی                                   |                                                   | مرکز نشر میراث مکتوب                              | ۱۳۸۰      | برگزیده      |
| جغرافیا                 | شناخت‌شناسی و مبانی جغرافیای انسانی                                                                 | یدالله فرید                                        |                                                   | دانشگاه آزاد اسلامی، واحد اهر                     | ۱۳۸۰      | برگزیده      |
| علوم و فنون             | دانشنامه کودکان و نوجوانان آکسفورد                                                                 |                                                    | شهریار بهرامی اقدم                                | نی                                                | ۱۳۸۰      | برگزیده      |
| ادبیات                  | پادشاه کوتوله و چهل دردسر بزرگ                                                                     | مهدی میرکیایی                                      |                                                   | محراب قلم                                         | ۱۳۸۰      | برگزیده      |
| علوم کتابداری           | دانشنامه کتابداری و اطلاع‌رسانی                                                                     | پوری سلطانی، فروردین راستین                        |                                                   | فرهنگ معاصر                                       | ۱۳۷۹      | شایسته تقدیر |
| فلسفه غرب               | متافیزیک بوئتیوس (بحثی در فلسفه و کلام مسیحی)                                                      | محمد ایلخانی                                       |                                                   | الهام                                             | ۱۳۸۰      | شایسته تقدیر |
| فلسفه غرب               | در باب یقین                                                                                        | لودویگ ویتگنشتاین                                  | مالک حسینی                                        | هرمس                                              | ۱۳۷۹      | شایسته تقدیر |
| روان‌شناسی               | تحلیل داده‌های چند متغیری در پژوهش رفتاری                                                           | حیدرعلی هومن                                       |                                                   | نشر پارسا                                         | ۱۳۸۰      | شایسته تقدیر |
| علوم قرآنی و تفسیر      | تفسیر روشن برای علوم طبقات یا بیان قاطع از جهت لغات و تفسیر و حقایق                                | حسن مصطفوی                                         |                                                   | مرکز نشر کتاب                                     | ۱۳۸۰      | شایسته تقدیر |
| حدیث و رجال             | الله و اهل بیت (ع) فی حدیث الثقلین من الصحاح و السنن و المسانید و…                                 |                                                    |                                                   | دلیل ما                                           | ۱۳۸۰      | شایسته تقدیر |
| حدیث و رجال             | معارج نهج البلاغه                                                                                  | علی بن زید بیهقی                                   |                                                   | بوستان کتاب قم                                    | ۱۳۸۰      | شایسته تقدیر |
| حدیث و رجال             | شهید الامه و شاهدها: دراسه و ثائقیه لحیاه و جهاد الامام الشهید السید محمد باقر صدر                 | محمدرضا نعمانی                                     |                                                   | المؤتمر العالی للامام الشهید الصدر                | ۱۳۸۰      | شایسته تقدیر |
| جامعه‌شناسی              | ایدئولوژی و اتوپیا: مقدمه ای بر جامعه‌شناسی شناخت                                                   | کارل مانهایم                                       | فریبرز مجیدی                                      | سازمان مطالعه و تدوین کتب علوم انسانی دانشگاه‌ها   | ۱۳۸۰      | شایسته تقدیر |
| علوم سیاسی              | لویاتان                                                                                            | توماس هایز                                         | حسین بشیریه                                       | نی                                                | ۱۳۸۰      | شایسته تقدیر |
| علوم سیاسی              | تضاد دولت و ملت: نظریه تاریخ و سیاست در ایران                                                      | محمدعلی همایون کاتوزیان                            | علیرضا طیب                                        | نی                                                | ۱۳۸۰      | شایسته تقدیر |
| علوم سیاسی              | برج فرازان                                                                                         | بارباراو. تاکمن                                    | عزت‌الله فولادوند                                  | سخن                                               | ۱۳۸۰      | شایسته تقدیر |
| اقتصاد                  | اندیشه‌های اقتصادی ابن خلدون                                                                        | نصرالله خلیلی تیرتاشی                              |                                                   | مؤسسه فرهنگی دانش و اندیشه معاصر                  | ۱۳۸۰      | شایسته تقدیر |
| اقتصاد                  | اقتصاد تکاملی                                                                                      | هلموت آرنت                                         | هادی صمدی                                         | سازمان مطالعه و تدوین کتب علوم انسانی دانشگاه‌ها   | ۱۳۸۰      | شایسته تقدیر |
| حقوق                    | آیین دادرسی مدنی                                                                                   | عبدالله شمس                                        |                                                   | میزان                                             | ۱۳۸۰      | شایسته تقدیر |
| زبان فارسی              | مسائل تاریخی زبان فارسی (مجموعه مقالات)                                                            | علی اشرف صادقی                                     |                                                   | سخن                                               | ۱۳۸۰      | شایسته تقدیر |
| زبان عربی               | فرهنگ جامع کاربردی فرزان عربی-فارسی: از دیرینه ایام عرب تا نوترین واژگان علم و ادب                 | پرویز اتابکی                                       |                                                   | نشر و پژوهش فرزان روز                             | ۱۳۸۰–۱۳۷۸ | شایسته تقدیر |
| ریاضیات                 | اصول آمار زیستی                                                                                    | برنارد روستر                                       | علی عمیدی                                         | مرکز نشر دانشگاهی                                 | ۱۳۸۰      | شایسته تقدیر |
| شیمی                    | روش‌های ساختاری در شیمی معدنی                                                                       | ای.ای. وی ابسورث، دبلیو. اچ. رانکین، استیفن کراداک | منصور عابدینی، داریوش مهاجر                       | مرکز نشر دانشگاهی                                 | ۱۳۷۹      | شایسته تقدیر |
| زمین‌شناسی               | راهنمای کانی‌شناسی                                                                                  | کرنلیس کلاین، کرنلیوس اس. هالبورت                  | فرید، سروش مدبری                                  | مرکز نشر دانشگاهی                                 | ۱۳۸۰      | شایسته تقدیر |
| زیست‌شناسی               | کالبدشناسی مقایسه ای مهره داران                                                                    | جرج سی. کنت، لری میلر                              | محمدحسن صدرزاده                                   | دانشگاه تهران، مؤسسه انتشارات و چاپ               | ۱۳۸۰      | شایسته تقدیر |
| علوم پزشکی              | مایکوتوکسین‌ها                                                                                      | عبدالامیر علامه، مهدی رزاقی                        |                                                   | دانشگاه جامع امام حسین، مؤسسه چاپ و انتشارات      | ۱۳۸۰      | شایسته تقدیر |
| علوم پزشکی              | دستور کار کنترل بیماری‌های واگیردار در انسان                                                        | جیمز چن (ویراستار)                                 | حسین صباغیان                                      | پورسینا                                           | ۱۳۸۰      | شایسته تقدیر |
| مهندسی مواد             | ابزار شناسایی ساختار مواد                                                                          | یوسف خرازی، امیر شیخ                               |                                                   | دانشگاه علم و صنعت ایران                          | ۱۳۸۰      | شایسته تقدیر |
| مهندسی مکانیک           | هیدرودینامیک                                                                                       | حسن احمدی، فرهنگ راد                               |                                                   | دانشگاه تهران، مؤسسه انتشارات و چاپ               | ۱۳۸۰      | شایسته تقدیر |
| مهندسی مکانیک           | دینامیک سیستم‌ها                                                                                    | کاتسو هیکو اوکاتا                                  | مسعود موحدی، خداداد واحدی                         | دانشگاه جامع امام حسین، مؤسسه چاپ و انتشارات      | ۱۳۸۰      | شایسته تقدیر |
| مهندسی عمران            | دستنامه اجرای بتن                                                                                  | جوزف جی. وادل، جوزف ای. دوبرو ولسکی                | علی اکبر رمضانیان پور، شاپور طاحونی، منصور پیدایش | علم و ادب                                         | ۱۳۸۰      | شایسته تقدیر |
| مهندسی شیمی             | طراحی کارخانه و تحلیل مباحث اقتصادی برای مهندسین شیمی                                              | ماکس اس. پیترز، کلاوس دی. تیمرهاوس                 | مجتبی سمنانی، ساناز پورمند                        | دانشگاه جامع امام حسین، مؤسسه چاپ و انتشارات      | ۱۳۸۰      | شایسته تقدیر |
| مهندسی کشاورزی          | زراعت و اصلاح لوبیا                                                                                | ا. ون شونهوون، ا. ویست                             | عبدالرضا باقری، علی اکبر محمودی، فرخ دین قزلی     | جهاد دانشگاهی مشهد                                | ۱۳۸۰      | شایسته تقدیر |
| معماری                  | معماری اسلامی: شکل، کاربرد و معنی                                                                  | روبرت هیلن براند                                   | باقر آیت‌الله‌زاده شیرازی                           | روزنه                                             | ۱۳۸۰      | شایسته تقدیر |
| موسیقی                  | دائرةالمعارف سازهای ایران                                                                          | محمدرضا درویشی                                     |                                                   | مؤسسه فرهنگی- هنری ماهور                          | ۱۳۸۰      | شایسته تقدیر |
| موسیقی                  | تاریخ فشرده موسیقی آکسفورد                                                                         | جرالد ابراهام                                      | ناتالی چوبینه، پریچهر زکی زاده                    | مؤسسه فرهنگی- هنری ماهور                          | ۱۳۸۰      | شایسته تقدیر |
| ورزش                    | روان‌شناسی ورش: از تئوری تا عمل                                                                     | مارک اچ. انشل                                      | علی اصغر مسدد                                     | مؤسسه انتشارات اطلاعات                            | ۱۳۸۰      | شایسته تقدیر |
| تاریخ و نقد ادبی        | در سایه آفتاب: شعر فارسی و ساخت شکنی در شعر مولوی                                                  | تقی پورنامداریان                                   |                                                   | سخن                                               | ۱۳۸۰      | شایسته تقدیر |
| جغرافیا                 | درآمدی نو بر جغرافیای سیاسی                                                                        | ریچارد مویر                                        | دره میرحیدر با همکاری یحیی صفوی                   | سازمان جغرافیایی نیروهای مسلح                     | ۱۳۷۹      | شایسته تقدیر |
| داستان                  | عروسک پدر                                                                                          | پاتریشیا کالورت                                    | شقایق قندهاری                                     | سراج                                              | ۱۳۸۰      | شایسته تقدیر |
| شعر                     | بادبادک و کلاغه                                                                                    | افسانه شعبان نژاد                                  |                                                   | شرکت به نشر                                       | ۱۳۸۰      | شایسته تقدیر |